# Изолација
Изолација је у најширем значењу присилна издвојеност појединца и онемогућавање комуникације са другим људима или контакта са спољашњом средином. Изолација може бити институционализована мерама државних органа. Иако се под изолацијом најчешће подразумева правни инструмент казне, у психологији и социјалном раду појам има много шире значење. Односи се на ускраћивање могућности контакта различитим члановима своје или других група, представницима мањинских група као и оним појединцима који ремете устаљени поредак и односе. Може постојати као појединачна или у оквиру породице као тзв. „породични хоспитализам”.

## Изолација у грађевинарству
Изолациони материјали у грађевинарству служе да заштите објекте од атмосферског утицаја и буке.
Данас на тржишту постоје разни изолациони материјали, које делимо на:
- Хидроизолационе (изолација од влаге),
- Термоизолационе (изолација од топлоте лети, и хладноће зими) и
- Акустичноизолационе (изолација од буке).

У изолацију стамбеног објекта спадају:
- Изолација подова,
- Изолација прозора и врата,
- Изолација зидова,
- Изолација подрума и
- Изолација крова и тавана.

### Изолација крова
У изолацију крова спадају:
- Хидроизлоација (изолација од падавина) и
- Термоизолација (изолација од хладноће и топлоте).

Изолацију крова делимо на два дела: 
- хидроизолација – обавља се изнад кровних греда (рогова) и
- термоизолација – обавља се између и испод кровних греда.

Када се поставе кровне греде дебљине 10х12 до 14х16 cm изнад њих се поставља даска дебљине 2 до 2,5 cm или ОСБ табла. На даску се поставља хидроизолација (алуфолија, терпапир или неки други материјал који не пропушта воду). Затим се постављају тзв. подлетве дебљине 1 до 1,5 cm х 2 cm и то изнад кровних греда, у правцу њихове дужине. Ове подлетве служе да, ако случајно буде поломљен неки цреп и пропусти воду, вода може слободно да оде у олук, а да јој притом не смета летва која се поставља попречно на подлетву, и дебљине је 3х5 цcmм. На летву се поставља кровна покривка (цреп, лим, салонит табле и сл.). После тога се приступа термоизолацији која се поставља између кровних греда. Од термоизолационих материјала, највише се користи минерална вуна и стиропор дебљине 5х10 cm. Прво се испод даске постави ПВЦ фолија, затим минерална вуна или стиропор, па опет ПВЦ фолија. На крају се испод кровних греда постави ламперија која се лакира безбојним лаком за дрво, или гипсана плоча, која се после глетовања офарба у жељену боју. На овај начин се сигурну обезбеђује и хидро и термоизолација и повећава век трајања кровних греда (рогова).
Ако се простор испод крова користи као стамбени простор, тзв. поткровље, обезбедили смо уштеду енергената. У летњем периоду ће се мање трошити електрична енергија, јер ће бити мања потреба за радом клима уређаја. Док у зимском периоду, знатно је мање потребно енергената за грејање, као што су угаљ, гас, дрва, електрична енергија и друго. Данас, када је потрошња необновљивих извора, енормно већа, а знамо да је њих све мање и мање, јако је битно да смо уз помоћ овога обезбедили уштеду горенаведених енергената.